# Teleblok
Teleblok is in Vlaanderen een gratis en anonieme hulplijn voor studenten via chat. Teleblok levert telefonische bijstand tijdens de examen- en blokperiode (studentenjargon voor de lesvrije periode waarin men zich voorbereidt op de eindexamens) in januari en mei/juni. De dienst is opgezet door de jongerenservice van de Christelijke Mutualiteit en bestaat al sinds de jaren 80. De dienst werkt met vrijwilligers.
De hulplijn geeft studenten de gelegenheid hun zorgen te ventileren, maar geeft geen pasklare antwoorden op alle vragen. Men biedt in de eerste plaats een luisterend oor en zoekt samen met de oproeper naar een antwoord. Teleblok wordt niet enkel gecontacteerd door studenten (85% van de oproepen) maar ook door vrienden, leerkrachten, ouders of grootouders van studenten.. Het aantal oproepen is gestegen van ruim 1200 in 1999 tot ruim 2600 in 2007